# Dezavuování
Dezavuování (z francouzštiny: désaveu = popření, nepřiznání) znamená popření nebo odvolání nějakého výroku či tvrzení, a to buď vlastního, anebo jiné osoby. Důsledkem je obvykle ztráta věrohodnosti a důvěry. 
V diplomacii znamená odvolání vyjádření či jiné činnosti diplomata. Právem na popření aktů jednání svého diplomatického zástupce disponuje vláda nebo další státní kompetentní instituce. Protistraně jednání je sděleno, že daný diplomatický zástupce nejednal se zplnomocněním a překročil hranici svých kompetencí. Standardně po takovém postupu následuje odvolání diplomata z úřadu. 